# مايونيت
المايونيت (Meionite) عبارة عن معدن سيليكات ينتمي إلى مجموعة السكابولايت صيغته Ca4Al6Si6O24CO3 . بعض الأمثلة قد تحتوي أيضاً على مجموعة كبريتات . اكُتشف لأول مرة في عام 1801 م على جبل سوما، فيزوف ، إيطاليا .